# شرفخانه
شرفخانه (بالفارسية: شرفخانه) هي مدينة تقع في إيران في البلدة المركزية. يقدر عدد سكانها بـ 3,872 نسمة .